# 庶民
庶民，又稱庶人，是君主制國家的社會階層，指非皇族或貴族出身且無官職無爵位又非奴隸者。現代漢語則衍伸作為一般大眾的別稱。

## 中國
在周代封建制度下，指非貴族階層平民，與貴族有較明顯不同的權利義務甚至法律上的不同對待，例如《礼记·曲礼》記載「礼不下庶民，刑不上大夫」。西周時庶人與貴族之間的流動較少，至春秋時代，庶民因軍功昇貴族，貴族沒落成為庶民的情況日多；戰國時代時這種貴族庶人之分的秩序更被打破。此後「庶人」泛指没有官爵亦非賤民階級的平民，雖然政治經濟地位上有所不同，但庶人與有官爵者之間同是編戶齊民中的一分子，其法律上的差異就不像西周和春秋時代有這麼大的差異。